# Pinger (Unternehmen)
Pinger ist der führende US-amerikanische Anbieter kostenloser SMS und siebtgrößter Mobilfunkbetreiber in den USA. Pinger wurde im Jahr 2005 von dem Duo Greg Woock CEO und Joe Sipher (Produkt- und Marketingchef) gegründet, ehemaligen Führungskräften von Palm.
Am 27. Februar 2012 wurde auf der Branchenmesse Mobile World in Barcelona von Pinger die Einführung einer App bekannt gegeben, mit dem Nutzer auch umsonst in öffentliche Netze telefonieren können. Der Dienst, den Pinger als „das erste kostenlose internationale Kommunikationsnetzwerk der Welt“ bezeichnet, soll vorerst iOS-Smartphones von Apple sowie Android-Smartphones zur Verfügung stehen.
Deutschland ist das erste Land nach den USA, in welchem die kostenlose Telefonie ermöglicht werden soll. Später im Laufe des Jahres 2012 sollen noch Frankreich und Italien hinzukommen sowie acht weitere Länder. Das Angebot wird vorrangig durch Werbeeinnahmen finanziert. Aber auch T-Venture, ein Tochterunternehmen der Deutschen Telekom will sich mit 7,5 Millionen US-Dollar (5,6 Millionen Euro) an Pinger beteiligen.